# 내림마단조
내림마단조(-短調, E♭m)는 내림마(E♭)음을 으뜸음으로 하는 단음계이다.
내림마단조의 딴이름한소리 조는 올림라단조이다.
자연단음계, 화성단음계, 가락단음계는 다음과 같다.
브라우저에서 소리 재생을 지원하지 않습니다. 오디오 파일을 다운로드할 수 있습니다.
브라우저에서 소리 재생을 지원하지 않습니다. 오디오 파일을 다운로드할 수 있습니다.
브라우저에서 소리 재생을 지원하지 않습니다. 오디오 파일을 다운로드할 수 있습니다.